# Trimer
Trimer est une commune française située dans le département d'Ille-et-Vilaine en région Bretagne, peuplée de 205 habitants. Elle fait partie de la communauté de communes Bretagne Romantique.

## Géographie
| Trévérien   |              | Saint-Domineuc |
| Saint-Thual | Trimer       |                |
|             | La Baussaine | Tinténiac      |

La commune de Trimer est située dans le département d'Ille-et-Vilaine. Sa latitude est de 48,340556 et sa longitude est de -1,893611. Sa superficie est de 356 hectares. L'altitude minimale est de 29 mètres et l'altitude maximale est de 87 mètres. Les villes voisines sont Tinténiac, La Baussaine et Saint-Thual.

### Hydrographie
Pour un article plus général, voir Réseau hydrographique d'Ille-et-Vilaine.
La commune est située dans le bassin Loire-Bretagne. Elle est drainée par le Romoulin,.

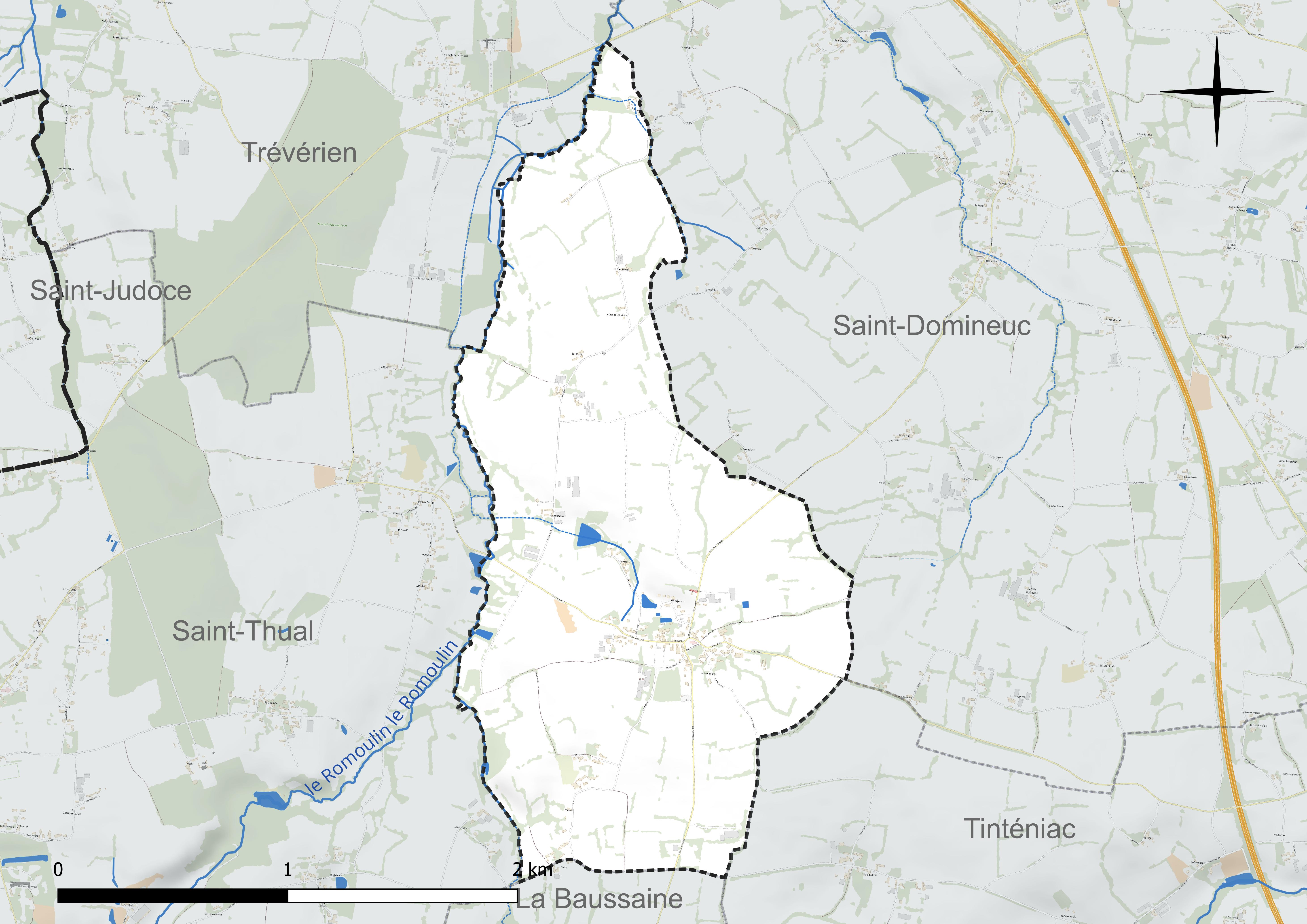
Réseau hydrographique de Trimer.

### Climat
Pour des articles plus généraux, voir Climat de la Bretagne et Climat d'Ille-et-Vilaine.
En 2010, le climat de la commune est de type climat océanique franc, selon une étude du CNRS s'appuyant sur une série de données couvrant la période 1971-2000. En 2020, Météo-France publie une typologie des climats de la France métropolitaine dans laquelle la commune est exposée à un climat océanique et est dans la région climatique  Bretagne orientale et méridionale, Pays nantais, Vendée, caractérisée par une faible pluviométrie en été et une bonne insolation. Parallèlement l'observatoire de l'environnement en Bretagne publie en 2020 un zonage climatique de la région Bretagne, s'appuyant sur des données de Météo-France de 2009. La commune est, selon ce zonage, dans la zone « Intérieur Est », avec des hivers frais, des étés chauds et des pluies modérées.  
Pour la période 1971-2000, la température annuelle moyenne est de 11,3 °C, avec une amplitude thermique annuelle de 12,3 °C. Le cumul annuel moyen de précipitations est de 773 mm, avec 12,7 jours de précipitations en janvier et 6,8 jours en juillet. Pour la période 1991-2020, la température moyenne annuelle observée sur la station météorologique la plus proche, située sur la commune du Quiou à 8 km à vol d'oiseau, est de 11,6 °C et le cumul annuel moyen de précipitations est de 757,4 mm,. Pour l'avenir, les paramètres climatiques de la commune estimés pour 2050 selon différents scénarios d'émission de gaz à effet de serre sont consultables sur un site dédié publié par Météo-France en novembre 2022.

## Urbanisme

### Typologie
Au 1er janvier 2024, Trimer est catégorisée commune rurale à habitat dispersé, selon la nouvelle grille communale de densité à sept niveaux définie par l'Insee en 2022.
Elle est située hors unité urbaine. Par ailleurs la commune fait partie de l'aire d'attraction de Rennes, dont elle est une commune de la couronne,. Cette aire, qui regroupe 183 communes, est catégorisée dans les aires de 700 000 habitants ou plus (hors Paris),.

### Occupation des sols
L'occupation des sols de la commune, telle qu'elle ressort de la base de données européenne d'occupation biophysique des sols Corine Land Cover (CLC), est marquée par l'importance des territoires agricoles (100 % en 2018), une proportion identique à celle de 1990 (100 %). La répartition détaillée en 2018 est la suivante : 
zones agricoles hétérogènes (48,3 %), terres arables (42,3 %), prairies (9,4 %). L'évolution de l'occupation des sols de la commune et de ses infrastructures peut être observée sur les différentes représentations cartographiques du territoire : la carte de Cassini (XVIIIe siècle), la carte d'état-major (1820-1866) et les cartes ou photos aériennes de l'IGN pour la période actuelle (1950 à aujourd'hui).

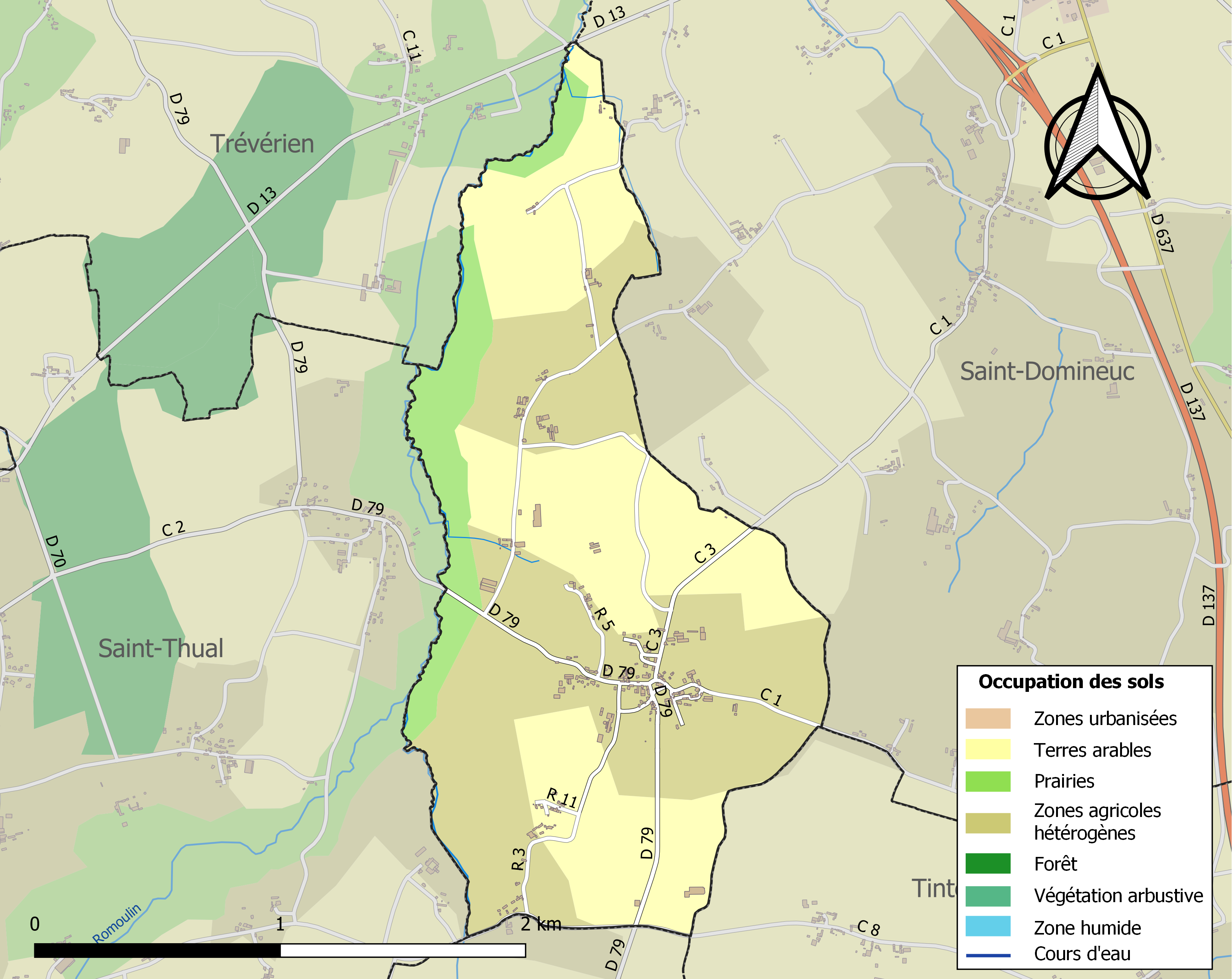
Carte des infrastructures et de l'occupation des sols de la commune en 2018 (CLC).

## Toponymie
Le nom de la localité est attesté sous les formes Tremer en 1040, capella de Treimer en 1202.

## Histoire
Trimer est cité pour la première fois en 1040. En 1202, sa chapelle appartient à l'abbaye Saint-Georges de Rennes. Il reste une trêve de Tinténiac jusqu'à la Révolution. Trimer est érigé en paroisse en 1803 ; celle-ci est supprimée en 1811 et annexée à Saint-Thual. L'ordonnance royale du 26 avril 1826 rétablit définitivement Trimer au rang de paroisse. L'économie du bourg est exclusivement agricole.

## Politique et administration

### Rattachements administratifs et électoraux
Trimer appartient à l'arrondissement de Saint-Malo et au canton de Combourg depuis le redécoupage cantonal de 2014. Avant cette date, elle faisait partie du canton de Tinténiac.
Pour l'élection des députés, la commune fait partie de la troisième circonscription d'Ille-et-Vilaine, représentée depuis février 2020 par Claudia Rouaux (PS-NFP). Auparavant, elle a successivement appartenu à la circonscription de Saint-Malo (Second Empire), la 2e circonscription de Saint-Malo (IIIe République), la 6e circonscription (1958-1986) et la 2e circonscription (1988-2012).

### Intercommunalité
Depuis le 6 décembre 1995, Trimer appartient à la communauté de communes Bretagne Romantique. Cette intercommunalité a succédé à l'association pour le développement économique du Combournais puis au SIVOM des cantons de Combourg, Tinténiac et Pleine-Fougères, fondé en décembre 1979, auquel appartenait la commune.

### Administration municipale
Le nombre d'habitants au dernier recensement étant compris entre 100 et 499, le nombre de membres du conseil municipal est de 11.

### Liste des maires

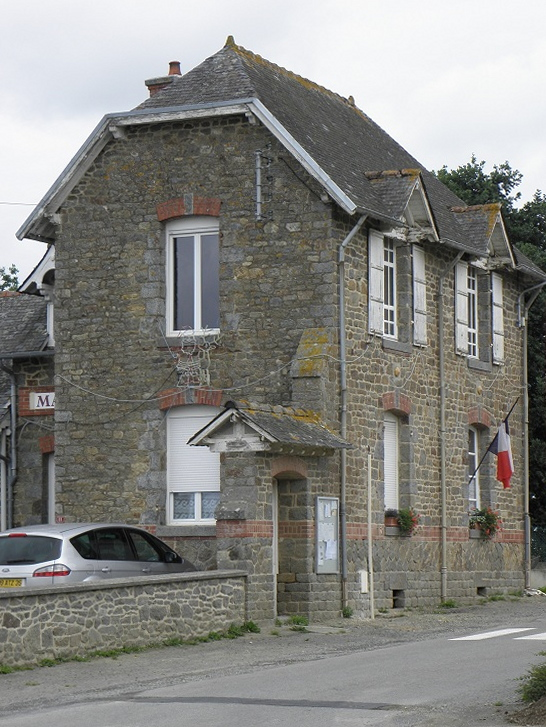
La mairie de Trimer.

| Période                                  | Période                  | Identité         | Étiquette | Qualité                    |
| ---------------------------------------- | ------------------------ | ---------------- | --------- | -------------------------- |
| mai 1929                                 | ?                        | M. Chevallier    |           |                            |
| mai 1935                                 | ?                        | M. Dausset       |           |                            |
| Les données manquantes sont à compléter. |                          |                  |           |                            |
| août 1945                                | janvier 1980 (démission) | Alphonse Denoual |           | Retraité, maire honoraire  |
| janvier 1980                             | février 2007 (démission) | Edmond Delaunay  |           | Exploitant forestier       |
| mars 2007                                | mai 2020                 | Pierre Chesnot   | SE        | Agriculteur                |
| mai 2020                                 | En cours                 | Christophe Baot  | SE        | Chef de pôle agence Enedis |
| Les données manquantes sont à compléter. |                          |                  |           |                            |

## Démographie
L'évolution du nombre d'habitants est connue à travers les recensements de la population effectués dans la commune depuis 1793. Pour les communes de moins de 10 000 habitants, une enquête de recensement portant sur toute la population est réalisée tous les cinq ans, les populations de référence des années intermédiaires étant quant à elles estimées par interpolation ou extrapolation. Pour la commune, le premier recensement exhaustif entrant dans le cadre du nouveau dispositif a été réalisé en 2005.
En 2022, la commune comptait 205 habitants, en évolution de −1,44 % par rapport à 2016 (Ille-et-Vilaine : +5,46 %, France hors Mayotte : +2,11 %).
| 1793 | 1800 | 1806 | 1821 | 1831 | 1836 | 1841 | 1846 | 1851 |
| ---- | ---- | ---- | ---- | ---- | ---- | ---- | ---- | ---- |
| 350  | 332  | 341  | 344  | 373  | 352  | 345  | 368  | 360  |

| 1856 | 1861 | 1866 | 1872 | 1876 | 1881 | 1886 | 1891 | 1896 |
| ---- | ---- | ---- | ---- | ---- | ---- | ---- | ---- | ---- |
| 332  | 325  | 312  | 313  | 314  | 302  | 311  | 314  | 300  |

| 1901 | 1906 | 1911 | 1921 | 1926 | 1931 | 1936 | 1946 | 1954 |
| ---- | ---- | ---- | ---- | ---- | ---- | ---- | ---- | ---- |
| 263  | 260  | 258  | 236  | 222  | 220  | 212  | 196  | 214  |

| 1962 | 1968 | 1975 | 1982 | 1990 | 1999 | 2005 | 2006 | 2010 |
| ---- | ---- | ---- | ---- | ---- | ---- | ---- | ---- | ---- |
| 173  | 152  | 131  | 111  | 102  | 102  | 161  | 167  | 177  |

| 2015 | 2020 | 2022 | - | - | - | - | - | - |
| ---- | ---- | ---- | - | - | - | - | - | - |
| 204  | 206  | 205  | - | - | - | - | - | - |

## Lieux et monuments
La commune compte un seul monument historique protégé :
- Manoir de Trimer, XVIe - XIXe siècle.

On trouve aussi :
- Ancien presbytère, 1875, granit.
- Mairie et ancienne école communale, granit et brique.
- Ancien magasin de négociant, début du XXe siècle, granit bleu de Lanhélin.
- Ancienne école publique de filles, début du XXe siècle[26].